# Dorylomorpha flavolateralis
Dorylomorpha flavolateralis är en tvåvingeart som beskrevs av David Edward Albrecht 1990. Dorylomorpha flavolateralis ingår i släktet Dorylomorpha och familjen ögonflugor.
Artens utbredningsområde är Ontario. Inga underarter finns listade i Catalogue of Life.